# Cofidis (wielerploeg)/1998
Deze pagina geeft een overzicht van de wielerploeg Cofidis in 1998.
| Naam                 | Geboortedatum | Nationaliteit       | Ploeg 1997           |
| -------------------- | ------------- | ------------------- | -------------------- |
| Alessandro Bertolini | 27-07-1971    | Italië              | MG Maglificio        |
| Christophe Capelle   | 15-08-1967    | Frankrijk           |                      |
| Francesco Casagrande | 14-09-1970    | Italië              | Saeco                |
| Jérôme Delbove       | 11-11-1974    | Frankrijk           | beloften             |
| Laurent Desbiens     | 16-09-1969    | Frankrijk           |                      |
| Maurizio Fondriest   | 15-01-1965    | Italië              |                      |
| Laurent Gané         | 07-03-1973    | Frankrijk           | beloften             |
| Philippe Gaumont     | 22-02-1973    | Frankrijk           |                      |
| Stéphane Goubert     | 13-03-1970    | Frankrijk           |                      |
| Grzegorz Gwiazdowski | 03-11-1974    | Polen               |                      |
| Nicolas Jalabert     | 13-04-1973    | Frankrijk           |                      |
| Bobby Julich         | 18-11-1971    | Verenigde Staten    |                      |
| Massimiliano Lelli   | 02-12-1967    | Italië              | Saeco                |
| Vincent Le Quellec   | 08-02-1975    | Frankrijk           | beloften             |
| Kevin Livingston     | 24-05-1973    | Verenigde Staten    |                      |
| Thierry Loder        | 15-12-1975    | Frankrijk           | Stagiair vanaf 01-09 |
| Roland Meier         | 22-11-1967    | Zwitserland         | Post Swiss Team      |
| Yvan Martin          | 20-01-1973    | Frankrijk           |                      |
| David Millar         | 04-01-1977    | Verenigd Koninkrijk |                      |
| David Moncoutié      | 30-04-1975    | Frankrijk           |                      |
| Francis Moreau       | 21-07-1965    | Frankrijk           |                      |
| David Plaza          | 03-07-1970    | Spanje              |                      |
| Samuel Plouhinec     | 05-03-1976    | Frankrijk           |                      |
| Christophe Rinero    | 29-12-1973    | Frankrijk           |                      |
| Cyril Saugrain       | 22-06-1973    | Frankrijk           |                      |
| Bruno Thibout        | 08-05-1969    | Frankrijk           |                      |
| Janek Tombak         | 22-07-1976    | Estland             | Stagiair vanaf 01-09 |
| Arnaud Tournant      | 05-04-1978    | Frankrijk           |                      |

## Overwinningen
Ronde van de Middellandse Zee
1e etappe: Francesco Casagrande
Paris-Nice
7e etappe: Christophe Capelle
Driedaagse van De Panne
4e etappe: David Millar
Midi Libre
1e etappe: Philippe Gaumont
2e etappe: Christophe Rinero
Grote Prijs van Plumelec
Laurent Desbiens
Circuit Franco-Belge
1e etappe: Cyrille Saugrain
Criterium d'Abruzzo
Francesco Casagrande
Trofeo Matteotti
Francesco Casagrande
Mi-Août en Bretagne
Christophe Capelle
Clásica San Sebastián
Francesco Casagrande
Tour de l'Ain
4e etappe: Grzegorz Gwiazdowski
Ronde van de Limousin
4e etappe: Christophe Rinero
Ronde van de Toekomst
Proloog: David Millar
6e etappe: David Millar
7e etappe: Christophe Rinero
9e etappe: Christophe Rinero
Eindklassement: Christophe Rinero
Mannen: 1997 · 1998 · 1999 · 2000 · 2001 · 2002 · 2003 · 2004 · 2005 · 2006 · 2007 · 2008 · 2009 · 2010 · 2011 · 2012 · 2013 · 2014 · 2015 · 2016 · 2017 · 2018 · 2019 · 2020 · 2021 · 2022 · 2023 · 2024 · 2025
Vrouwen:2022 · 2023 · 2024 · 2025